# Anabel Torres
Anabel Torres (Bogotá, 28 de diciembre de 1948) es una poeta y traductora colombiana, licenciada en lenguas modernas de la Universidad de Antioquia y Máster en Género y Desarrollo del Instituto de Estudios Sociales de La Haya. Fue subdirectora de la Biblioteca Nacional de Colombia.

## Vida y trayectoria
Ha vivido exilada 15 años en Holanda y desde 2002 vive en España, de 1983 a 1987 fue Subdirectora de la Biblioteca Nacional de Colombia. 
Graduada en lenguas modernas, tiene una maestría en mujer y desarrollo del Instituto de Estudios Sociales de La Haya.
Sus poemas "O estrena patines contra el viento" y "Los amantes de Teruel" fueron musicalizados por el compositor Gabriel Sopeña Genzor, así como su pieza "Teatrillo de Invierno". 
Es traductora al inglés de la obra de poetas colombianos, tales como José Manuel Arango y Meira Delmar. 
La investigadora de la Universidad Industrial de Santander (Colombia), Jennifer Natalia Mendoza Ariza, publicó un artículo, "Anabel Torres. Una poética de la piel", que es un estudio sobre la obra "Las bocas del amor" recurriendo a los elementos provistos porla interpretación hermenéutica. 
Es nieta de los líderes sindicales Ignacio Torres Giraldo y María Cano e hija del periodista Eddy Torres, a su vez ha sido voluntaria durante muchos años en organizaciones de derechos humanos y organizaciones feministas.

## Obras
Su poesía se caracteriza por tratar las diversas situaciones que afronta como mujer, artista y ser social.
- Casi poesía (1975, 1984)
- La mujer del esquimal (1981)
- Las bocas del amor (1982)
- Poemas (1987)
- Medias nonas (1992)[4][5]
- Poemas de guerra (Barcelona, 2000)
- En un abrir y cerrar de hojas (Zaragoza, España, 2003)
- Wounded Water/Agua herida (2004)[6]
- El origen y destino de las especies de la fauna masculina paisa (2009)
- Natalia Rojas
- (No)habrá tropel (Bogotá, Colombia, 2015)
- Human Wrongs and other poems (Bogotá, Colombia, 2010) (Premio de poesía Rei en Jaume 2009)[7]
- ¿Y la alegría? (Bogotá, Colombia, 2018)
- Amar (Difácil, España, 2023) (Sílaba editores, Colombia, 2023)(Abisinia editorial, Argentina, 2023)

## Premios
- Premio nacional de poesía Universidad de Nariño, 1974[1]
- Premio Nacional de Poesía Universidad de Antioquia, 1980[5]

- Premio nacional de poesía Rei en Jaume,categoría poesía en inglés, del Ayuntamiento de Calviá, por Human Wrongs and Other Poems, 2009[7]
- Primer Premio en el Concurso de Traducción Literaria 2001, auspiciado por el British Centre for Literary Translation y la British Comparative Literature Association, de Norwich, con This Place in the Night, su traducción al inglés de Este lugar de la noche, del poeta colombiano José Manuel Arango.
- Nominada por la Casa de América de Barcelona al Premio Internacional Manuel Acuña por la importancia de su trayectoria literaria a las letras universales, 2020